# Aramis Ribeiro Costa
Aramis de Almada Ribeiro Costa (Salvador, 31 de janeiro de 1950), é um médico, poeta, cronista, ficcionista, e ensaísta.

## Biografia
Aramis nasceu em Salvador, filho do bacharel em Ciências Econômicas Aldegar Ribeiro Costa e da professora Angélica de Almada Costa. A partir dos 15 anos de idade começou a publicar fábulas, crônicas e contos semanalmente na página infantil, do Jornal A Tarde, durante 12 anos. Publicou o primeiro livro em 1974, titulado Quarto Escuro, uma seleção de 50 poemas, pela Empresa Gráfica da Bahia.
Fez o ginásio no Colégio Estadual João Florêncio Gomes, onde fundou e dirigiu o jornal mural O Matutino, e ali começou a escrever editoriais e crônicas. Naquele mesmo ano, 1964, foi eleito, por todas as turmas, o orador da solenidade de conclusão do curso ginasial. Fez o curso colegial científico no Colégio Estadual da Bahia, Central. Formado em medicina pela Escola Baiana de Medicina e Saúde Pública em 1974, e em Letras Vernáculas com Inglês pelo Instituto de Letras da Universidade Católica de Salvador em 1988. Fez pós graduação em administração hospitalar pela Universidade São Camilo.  Participou da Sociedade Civil Hora da Criança — fundada e dirigida por seu tio paterno, o jornalista, educador e cronista Adroaldo Ribeiro Costa. Nessa instituição, após atuação assídua no rádio e no teatro como menino do elenco, integrou a equipe dirigente e coproduziu e co-apresentou, ao lado do tio, o famoso programa de rádio da entidade, na Rádio Cultura. Foi presidente da Sociedade Civil Hora da Criança por um mandato, de 1984 a 1985.
Como médico, especializado em pediatria, atuou em hospitais e clínicas de Salvador, havendo exercido a função de diretor-médico do Hospital de Clínicas Salvador Sociedade Civil, por seis anos, de 1976 a 1982.

## Acadêmico e presidente de Academia
Membro da Academia de Letras da Bahia, Cadeira número 12, eleito em 26 de julho de 1999, tomou posse em 25 de novembro de 1999, no salão nobre da atual sede, sendo saudado por Hélio Pólvora. Pertence ao Instituto Geográfico e Histórico da Bahia (sócio efetivo), à Academia de Letras e Artes do Salvador (membro fundador) e ao Instituto Genealógico da Bahia (membro titular). Foi membro efetivo do Conselho Estadual de Cultura da Bahia, de 2011 a 2013. Presidente da Academia de Letras da Bahia por dois mandatos, 2011-2013 e 2013-2015, sendo eleito e empossado membro benfeitor dessa instituição em 2016. 1º vice-presidente do Instituto Geográfico e Histórico da Bahia, 2022-2024.

## Obras
- Quarto Escuro - (poesias) - 1974
- A Caranguejinha de Ouro - (literatura infantil) - 1986
- Helena Helena - (literatura infantil) - 1986
- O Morro do Caracará - (literatura infantil) - 1986
- A Nota de Rosália - (contos) - 1989
- Uma Varanda Para o Jardim - (romance) - 1993
- Espelho Partido / Sonetos Escolhidos - 1971/1996 - (poesias) - 1996
- A Assinatura Perdida - (contos) - 1996
- A Caranguejinha de Ouro, 2a. edição - (literatura infantil) - 1997
- A Caranguejinha de Ouro, 3a. edição - (literatura infantil) - 1997
- O Mar Que a Noite Esconde - (contos) - 1999
- Episódio em Curicica - (novela) - 2001
- Helena Helena, 2a. edição - (literatura infantil) - 2001
- Histórias de Bicho - (literatura infantil) - 2001
- O Fogo dos Infernos - (novelas) - 2002
- Baú dos Inventados - (contos) - 2003
- Os Bandidos - (contos) - 2005
- Reportagem Urbana - (contos) - 2008
- Contos Reunidos - (contos) - 2010
- Retorno em Tarde Sem Sol - (contos) - 2016
- Fábulas - (ensaio/fábulas) - 2017
- Memória de Itapagipe - Anos 50 do século XX - (memória/história) - 2018
- O Corpo Caído no Chão - (romance) - 2018
- Histórias de Mais ou Menos Amor - (contos) - 2018
- Noite Alta Céu Risonho - (contos) - 2019
- A Nota de Rosália, 2a. edição revista - (contos) - 2019
- As Meninas do Coronel - (romance) - 2020
- Uma Varanda Para o Jardim, 2a. edição revista - (romance) - 2023
- Incêndio na Fábrica de Móveis - (contos) - 2024
- Do Jeito Insensato de Ser - (novelas) - 2025
- Referências

1. ↑  «Leitura Crítica: Texto». linguagens.ufba.br. Consultado em 23 de junho de 2025
2. ↑  «O Romancista Aramis Ribeiro Costa por Cyro de Mattos – Via Litterarum Editora». Consultado em 23 de junho de 2025
3. ↑  «Aramis Ribeiro Costa». www.pimenta.blog.br. Consultado em 6 de março de 2017
4. ↑  «Jorge Amado - Colóquio 2014». www.jorgeamado.org.br. Consultado em 6 de março de 2017
5. ↑  Line, A TARDE On. «Meia-sola». Portal A TARDE
6. ↑  «Reportagem Urbana, de Aramis Ribeiro Costa». literaturas.blogs.sapo.pt. Consultado em 6 de março de 2017
7. ↑  «blog.correios.com.br/correios/?p=4644». blog.correios.com.br. Consultado em 9 de março de 2017
8. ↑  «.: Carlos Ribeiro Escritor:.». www.carlosribeiroescritor.com.br. Consultado em 9 de março de 2017
9. ↑  «Dr. Aramis de A Ribeiro Costa - Pediatra Salvador». Doctoralia. Consultado em 7 de março de 2017
10. ↑  contato@catalogohospitalar.com.br, Informações:. «Aramis Almada Ribeiro Costa - Catálogo Hospitalar». catalogohospitalar.com.br. Consultado em 7 de março de 2017
11. ↑  HelpSaúde. «Aramis Almada Ribeiro Costa Pediatra em Bahia - HelpSaúde». HelpSaúde. Consultado em 7 de março de 2017
12. ↑  «Aramis Almada Ribeiro Costa». Kekanto. Consultado em 7 de março de 2017
13. ↑  Poesia, Jornal da. «Jornal de Poesia - Aramis Ribeiro Costa». www.jornaldepoesia.jor.br. Consultado em 6 de março de 2017
14. ↑  «IHAC – UFBA» Fernando da Rocha Peres: uma homenagem». www.ihac.ufba.br. Consultado em 9 de março de 2017. Arquivado do original em 7 de março de 2017
15. ↑  «IGHB - Instituto Geográfico e Histórico da Bahia». IGHB - Instituto Geográfico e Histórico da Bahia. Consultado em 9 de março de 2017
16. ↑  academialetrasba (28 de abril de 2007). «Aramis Ribeiro Costa». Academia de Letras da Bahia. Consultado em 6 de março de 2017
17. ↑  «Uma jovem centenária». Consultado em 9 de março de 2017